# Buchtel
Buchtel és una població dels Estats Units a l'estat d'Ohio. Segons el cens del 2000 tenia 574 habitants.

## Demografia
Segons el cens del 2000, Buchtel tenia 574 habitants, 232 habitatges, i 164 famílies. La densitat de població era de 461,7 habitants/km².
Dels 232 habitatges en un 31,9% hi vivien nens de menys de 18 anys, en un 54,7% hi vivien parelles casades, en un 11,2% dones solteres, i en un 28,9% no eren unitats familiars. En el 25% dels habitatges hi vivien persones soles el 12,5% de les quals corresponia a persones de 65 anys o més que vivien soles. El nombre mitjà de persones vivint en cada habitatge era de 2,47 i el nombre mitjà de persones que vivien en cada família era de 2,95.
Per edats la població es repartia de la següent manera: un 24,7% tenia menys de 18 anys, un 8% entre 18 i 24, un 30,5% entre 25 i 44, un 24,7% de 45 a 60 i un 12% 65 anys o més.
L'edat mediana era de 36 anys. Per cada 100 dones de 18 o més anys hi havia 94,6 homes.
La renda mediana per habitatge era de 27.632 $ i la renda mediana per família de 31.607 $. Els homes tenien una renda mediana de 27.159 $ mentre que les dones 18.333 $. La renda per capita de la població era de 13.324 $. Aproximadament el 15,5% de les famílies i el 20,5% de la població estaven per davall del llindar de pobresa.

## Poblacions més properes
El següent diagrama mostra les poblacions més properes.